# Eupyrrhoglossum sagra
Espèce
Eupyrrhoglossum sagra est une espèce d’insectes lépidoptères de la famille des Sphingidae, de la sous-famille des Macroglossinae, de la tribu des Dilophonotini et du genre Eupyrrhoglossum. Répandue en Amérique du Nord, centrale et Amérique du Sud.

## Description

### L'Imago
Il est immédiatement reconnaissable par sa tache subterminale semi-transparente observable dans la zone de l'avant, entre les nervures et RS3 Rs4, qui ne fondent pas au sommet. En particulier, RS3 se termine sur le rebord costal, peu avant le sommet.

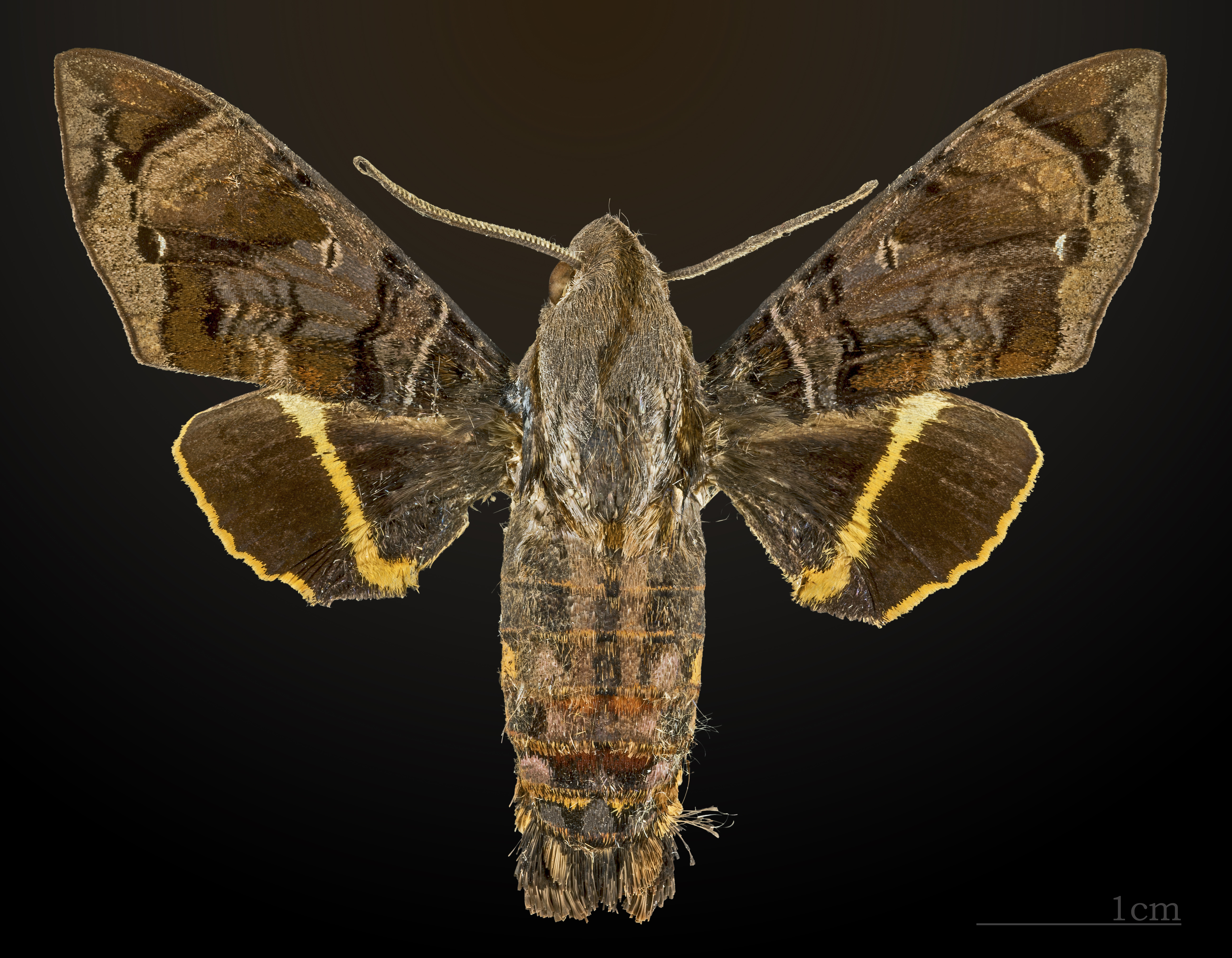
Mâle Muséum de Toulouse
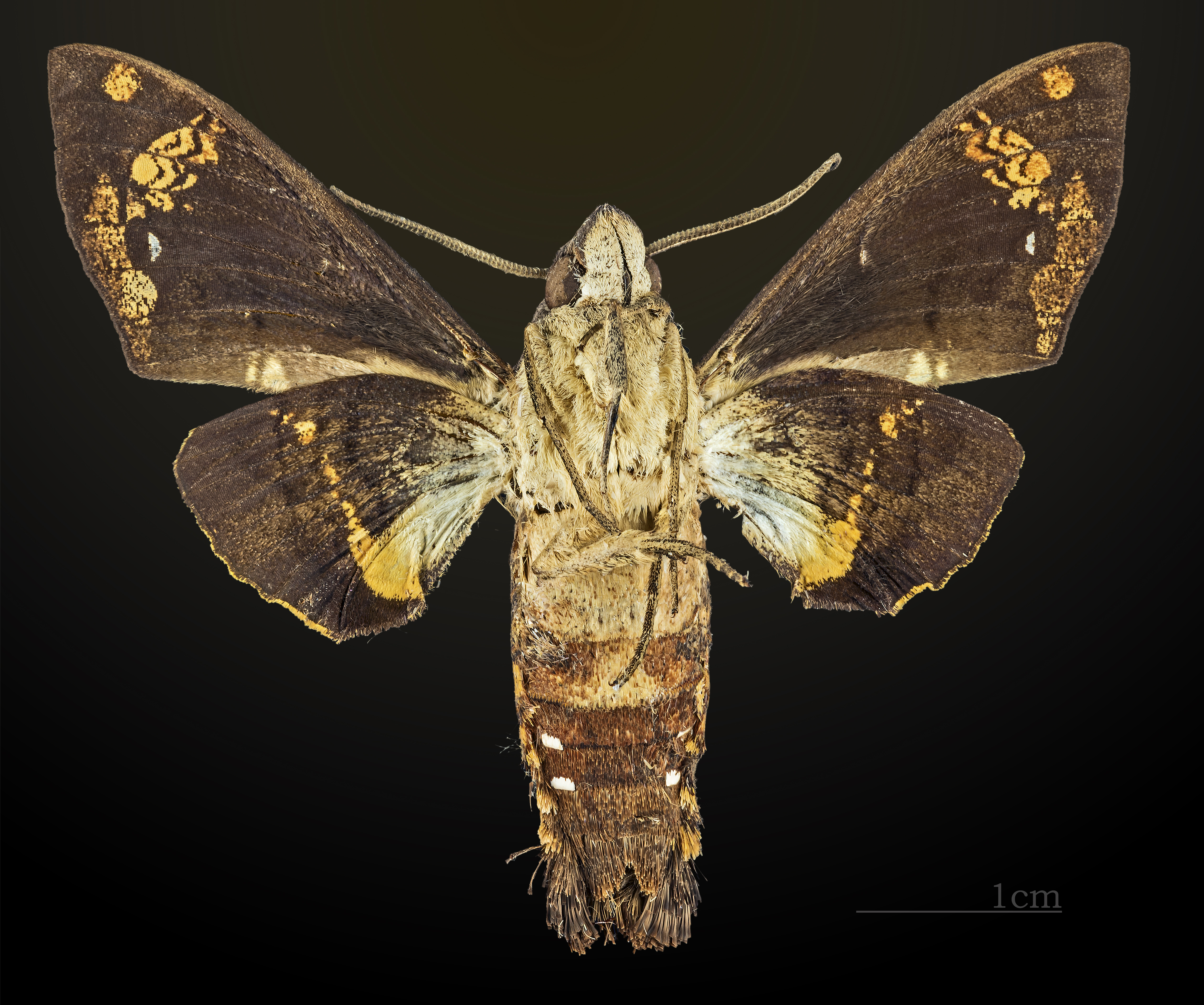
Mâle revers
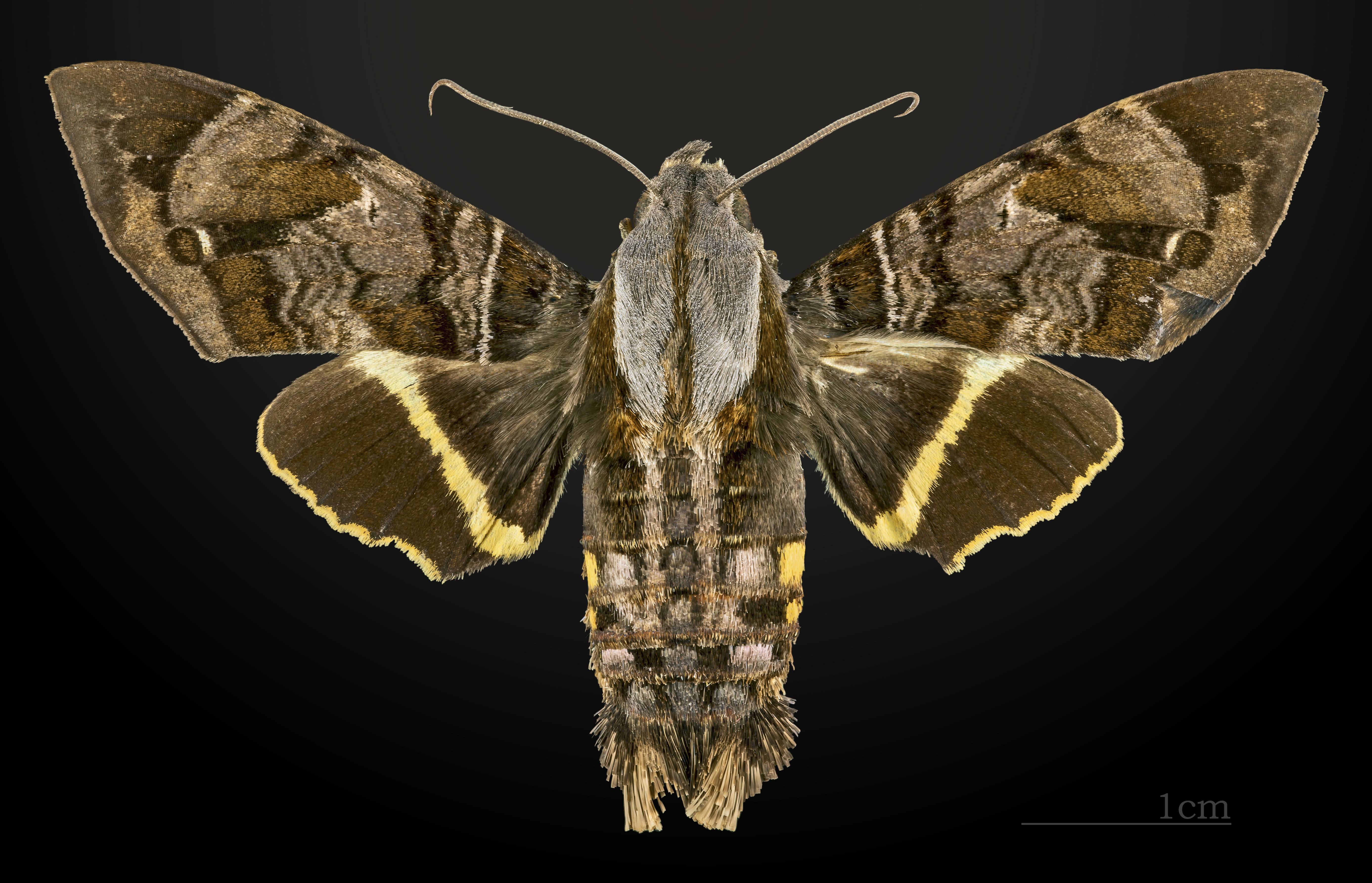
Femelle  Muséum de Toulouse
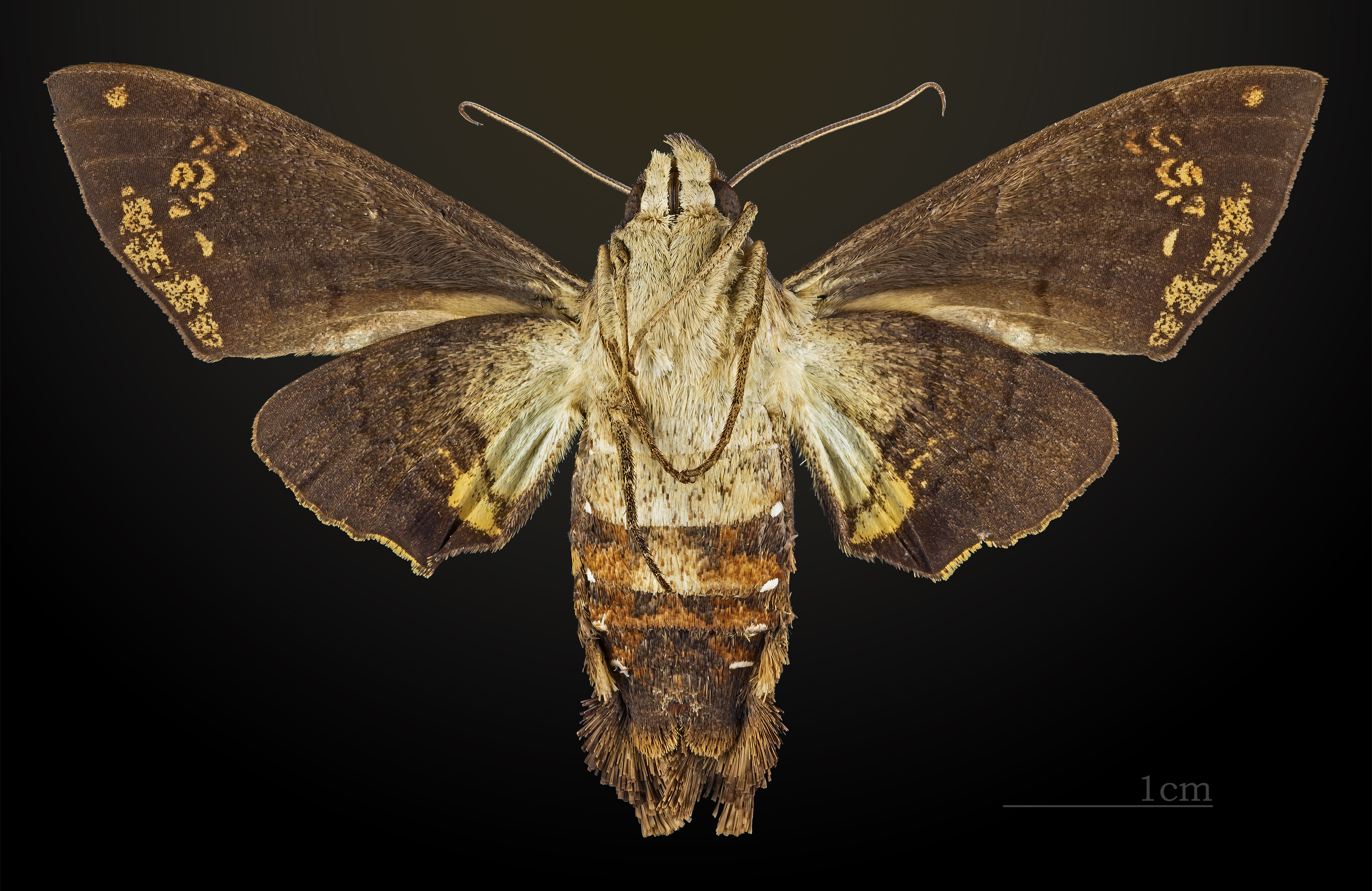
Femelle revers

### La chenille
La chenille est verte et cylindrique ; elle présente le croissant caudal sur la huitième urotergite.

## Biologie
Les imagos éclosent des chrysalides formées dans des cocons lâches filés parmi la litière de surface. L'éclosion peut se produire dans les quinze jours.
Pour s'accoupler, les femelles attirent les mâles par une phéromone libérée par une glande située dans l'abdomen. 

### Période de vol
L'espèce est pluriannuelle et les spécimens adultes peuvent être capturés pendant tous les mois de l'année.

### Alimentation
Les adultes se nourrissent du nectar des fleurs.
Les chenilles se nourrissent sur Guettarda macrosperma et Chomelia spinosa et d'autres espèces de la famille des Rubiacées.

## Distribution et habitat
Distribution
Dans les basses terres tropicales et subtropicales
La zone de ce taxon est exclusivement néotropicale, y compris le Mexique, Belize (District de Belize, Cayo), Guatemala, Honduras, Costa Rica, Panama (Chiriqui), Cuba (Localité type), la Colombie, le Venezuela, la Guyane française, l'Équateur, au nord du Brésil, de la Bolivie (La Paz, Santa Cruz), le Paraguay (centrale), l'Uruguay et le nord de l'Argentine (Misiones, Buenos Aires, Chaco). Il peut atteindre occasionnellement le sud des États-Unis (Floride).
Habitat
Il est représenté par des forêts tropicales et subtropicales, du niveau de la mer jusqu'à des altitudes modestes.

## Systématique

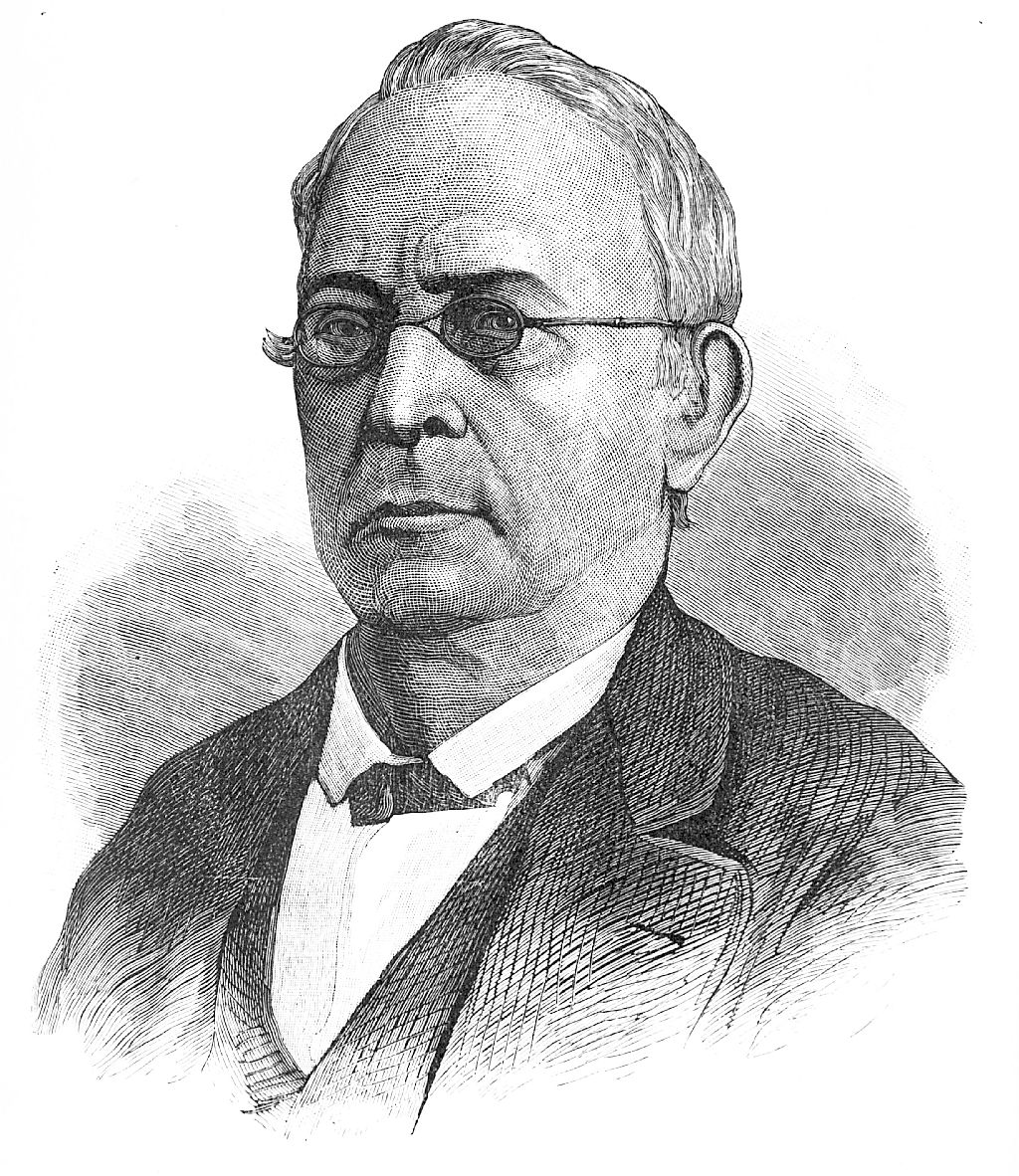
Felipe Poey

- L’espèce Eupyrrhoglossum sagra  a été décrite par l'entomologiste cubain Felipe Poey y Aloy en 1832 sous le nom initial de Macroglossum sagra [1].
- La localité type est Cuba.

### Synonymie
- Macroglossum sagra  Poey, 1832 Protonyme
- Macroglossa sagra Walker, 1856[2]
- Macroglossa harpyia (Schaufuss, 1870)[3].

### Taxinomie
Pas de sous-espèce décrite.